# Plana de Vinaroz
La Plana de Vinaroz (en valenciano Plans de Vinaròs), es una histórica comarca de la Comunidad Valenciana que actualmente se encuentra integrada en la comarca del Bajo Maestrazgo. Formaban parte de la misma los municipios actuales de Alcalá de Chivert, Benicarló, Peñíscola, Santa Magdalena de Pulpis, y Vinaroz. Aparece en el mapa de comarcas de Emili Beüt "Comarques naturals del Regne de València" publicado en el año 1934.